# Université métropolitaine d'État de Denver
L'université métropolitaine d'État de Denver (en anglais : Metropolitan State University of Denver), surnommée la MSU Denver et Metro State, est une université publique américaine basée à Denver au Colorado.

## Histoire
En 2011, l'université, alors dénommé Metropolitan State College of Denver, vote pour changer son nom pour l'université d'État de Denver (en anglais : Denver State University) par un vote de 5 contre 2 au conseil d'administration. Ce changement doit, cependant, être approuver au Congrès du Colorado pour prendre effet. Cependant, le changement est rapidement opposé par l'université de Denver qui voit le nouveau nom comme une possible source de confusion. Le changement de nom est finalement annulé et l'université prends finalement le nom de d'université métropolitaine d'État de Denver (en anglais : Metropolitan State University of Denver).

## Infrastructures
L'université est située sur un campus urbain de 127 acres qualifié de compact et situé au centre-ville de Denver. Il s'agit de l'une des trois institutions d'études supérieures situées sur l'Auraria Campus avec l'Université du Colorado à Denver et le Collège communautaire de Denver.

## Facultés
L'université offre 195 majeurs et mineurs. Celles-ci sont distribuées à travers le College of Business, le College of Letters, Arts and Sciences, le College of Health and Applied Sciences, la School of Education et la School of Hospitality. En août 2023, United Airlines annonce un partenariat avec le programme d'aviation de l'université parmi d'autres au pays.

## Population étudiante
En date d'août 2023, l'université compte 16 515 étudiants de premier cycle avec un taux d'acceptation de 89 %. Le cout annuel s'élève à 14 313$ après aide financière. Les frais de scolarité pour les résidents du Colorado sont de 10 261$ annuellement alors qu'ils sont de 28 094$ pour les étudiants non-résidents. En 2012, l'institution a fait les manchettes à la suite de la création d'un troisième palier de frais de scolarité pour les personnes ayant le statut DACA et résident au Colorado. Celui-ci se situe entre les frais pour les résidents et ceux pour les non-résidents. La mesure attire l'ire des organisations et élus conservateurs tels l'ancien membre du Congrès Tom Tancredo, qui menace de poursuivre l'université, et le procureur général de l'État John Suthers.
Parmi les 2 395 collèges et universités analysés par The New York Times, MSU Denver et au 751e rang pour le revenu médian des parents et 1 497e pour l'accès à la mobilité sociale.

## Sports
Les équipes sportives de l'université participent aux activités de la NCAA sous le nom des Roadrunners de MSU Denver. L'équipe fait partie de la Rocky Mountain Athletic Conference en division II. Les sports d'équipes ont remporté quatre championnats de division : deux en basket-ball masculin et deux en soccer féminin. Au niveau individuel, l'athlète Anthony Luca a remporté deux titres à l'université alors que le nageur Darwin Strickland en a remporté trois. Cinq sportifs de l'université ont reçu un titre de joueur ou joueuse de l'année. Ymara Guante et Kylee Hanavan au soccer féminin et Mark Worthington, Brandon Jefferson et Mitch McCarron au basket-ball masculin.